# Cinque Nazioni 1921
Il Cinque Nazioni 1921 (in inglese 1921 Five Nations Championship; in francese Tournoi des Cinq Nations 1921; in gallese Pencampwriaeth y Pum Gwlad 1921) fu la 7ª edizione del torneo annuale di rugby a 15 tra le squadre nazionali di Francia, Galles, Inghilterra, Irlanda e Scozia, nonché la 34ª in assoluto considerando anche le edizioni dell'Home Nations Championship.
Il torneo fu appannaggio dell'Inghilterra, alla sua undicesima vittoria complessiva e al primo Grande Slam postbellico; rilevante risultato finale della Francia che, dopo avere vinto la sua prima partita di sempre nel torneo l'anno prima, giunse seconda, benché a pari punti del Galles, battendo a Colombes l'Irlanda nell'ultima giornata e relegandola all'ultimo posto insieme alla Scozia.
Il valore delle marcature, come stabilito dall’IRFB nel 1905, era: 3 punti per ciascuna meta (5 se trasformata), 3 punti per la realizzazione di ciascun calcio piazzato o mark, 4 punti per la realizzazione di ciascun drop.

## Nazionali partecipanti e sedi
| Squadra     | Città           | Impianto interno                    |
| ----------- | --------------- | ----------------------------------- |
| Francia     | Colombes        | Stadio di Colombes                  |
| Galles      | Cardiff Swansea | Arms Park St. Helen's               |
| Inghilterra | Londra          | Twickenham                          |
| Irlanda     | Belfast Dublino | Balmoral Showgrounds Lansdowne Road |
| Scozia      | Edimburgo       | Inverleith Sports Ground            |

## Risultati
| Arbitro: | J.C. Sturrock |

|                            |      |      |
| Kershaw Lowe Smallwood (2) | mt   | Ring |
| Hammett                    | tr   |      |
| Davies                     | drop |      |

| Arbitro: | Billy Hinton |

|  |    |        |
|  | mt | Billac |

| Arbitro: | Bim Baxter |

|             |      |                        |
|             | mt   | Buchanan Sloan Thomson |
|             | tr   | Maxwell                |
|             | c.p. | Maxwell                |
| Jenkins (2) | drop |                        |

| Arbitro: | Tom Schofield |

|                      |      |  |
| Blakiston Brown Lowe | mt   |  |
| Cumberlege           | tr   |  |
| Lowe                 | drop |  |

| Arbitro: | Percy Royds |

|                    |      |          |
| Hodder J. Williams | mt   |          |
| Jenkins (2)        | c.p. |          |
|                    | drop | Lasserre |

| Arbitro: | Bim Baxter |

|                              |    |            |
| Cunningham Cussen Stephenson | mt | Hume Sloan |
|                              | tr | Maxwell    |

| Arbitro: | Jim Tennent |

|  |      |         |
|  | mt   | Thomas  |
|  | c.p. | Johnson |

| Arbitro: | Sam Crawford |

|  |    |                          |
|  | mt | Brown Edwards King Woods |
|  | tr | Hammett (3)              |

| Arbitro: | J.C. Sturrock |

|            |      |                |
|            | mt   | Blakiston Lowe |
|            | tr   | Hammett (2)    |
| Crabos (2) | c.p. |                |

| Arbitro: | J.G. Cunningham |

|                            |    |            |
| Boubee Cassayetc Piteu (2) | mt | Stokes (2) |
| Crabos (4)                 | tr | Wallis (2) |

## Classifica
| Pos | Squadra     | G | V | N | P | PF | PS | DP  | Pt |
| --- | ----------- | - | - | - | - | -- | -- | --- | -- |
| 1   | Inghilterra | 4 | 4 | 0 | 0 | 61 | 9  | +52 | 8  |
| 2   | Francia     | 4 | 2 | 0 | 2 | 33 | 32 | +1  | 4  |
| 3   | Galles      | 4 | 2 | 0 | 2 | 29 | 36 | −7  | 4  |
| 4   | Scozia      | 4 | 1 | 0 | 3 | 22 | 38 | −16 | 2  |
| 5   | Irlanda     | 4 | 1 | 0 | 3 | 19 | 49 | −30 | 2  |